# Кострома (Алапаєвський міський округ)
Кострома́ (рос. Кострома) — присілок у складі Алапаєвського міського округу (Верхня Синячиха) Свердловської області.
Населення — 7 осіб (2010, 16 у 2002).
Національний склад населення станом на 2002 рік: росіяни — 94 %.